# Lukáš Matějka
Lukáš Matějka (* 20. prosince 1997) je český profesionální fotbalista, který hraje na pozici útočníka za klub FC Silon Táborsko.

## Klubová kariéra

### Viktoria Plzeň
V roce 2017 se Matějka stal součástí týmu FC Viktoria Plzeň. Svůj první zápas za klub odehrál 17. ledna 2021 proti FK Příbram.

#### Hostování v Českých Budějovicích, Ústí nad Labem a Domažlicích
Dne 4. ledna 2017 odešel na hostování do týmu SK Dynamo České Budějovice v Národní fotbalové lize. Během půlročního hostování nastoupil do 11 ligových zápasů a vstřelil 1 gól. Dne 1. července 2017 přestoupil do FK Ústí nad Labem ve stejné lize. Během svého půlročního hostování odehrál 15 ligových zápasů, 2 utkání v Českém poháru a vstřelil 2 góly. Dne 25. ledna 2018 odešel na hostování do týmu TJ Jiskra Domažlice v české fotbalové lize. Během půlročního hostování odehrál 15 ligových zápasů a vstřelil 14 branek.

#### Druhá hostování v Ústí nad Labem a Českých Budějovicích
Dne 1. července 2018 byl podruhé zapůjčen do Ústí nad Labem, a to na dvouleté hostování. Odehrál celkem 55 ligových zápasů, 4 zápasy v Českém poháru a vstřelil 26 branek. Dne 17. srpna 2020 Matějka podruhé odešel na hostování do Českých Budějovic, tentokrát v české první lize. Svůj první gól v české první lize vstřelil 28. srpna při venkovní remíze 2:2 s Baníkem Ostrava a půlroční hostování zakončil jedním gólem ze sedmi ligových zápasů.

#### Hostování v Pardubicích a Dukle Praha
Matějka přestoupil do FK Pardubice na sezónní hostování v srpnu 2021, kdy v české první lize odehrál 20 zápasů a vstřelil dva góly. V červenci 2022 pak přestoupil do Dukly Praha na roční hostování.

### Dukla Praha
Dne 10. července 2024 podepsal Matějka smlouvu s Duklou Praha do roku 2026. V lednu roku 2025 odešel na hostování do slovenského klubu MFK Skalica, kde působil do konce sezony.

### FC Silon Táborsko
Po hostování na Slovensku přestoupil do českého druholigového klubu FC Silon Táborsko.